# Новошихово
Новошихово — деревня в Одинцовском районе Московской области России. Входит в сельское поселение Никольское. Население 36 человек на 2006 год, в деревне числится 1 садовое товарищество. До 2006 года Новошихово входило в состав Шараповского сельского округа.
Деревня расположена на юго-западе района, в 100 метрах от южного анклава Звенигорода — микрорайона Шихово и в 5 километрах от центральной части города, у железнодорожной платформы 192 километр Большого кольца МЖД, высота центра над уровнем моря 176 м.